# Догой
Дого́й (рос. Догой) — село у складі Могойтуйського району Забайкальського краю, Росія. Адміністративний центр Догойського сільського поселення.

## Населення
Населення — 669 осіб (2010; 907 у 2002).
Національний склад (станом на 2002 рік):
- буряти — 91 %

## Люди
В селі народився Батожабай Даширабдан Одбойович (1921—1977) — бурятський радянський письменник.